# Бетињи
Бетињи (фр. Bettignies) насеље је и општина у североисточној Француској у региону Север-Па д Кале, у департману Север која припада префектури Авне сир Елп.
По подацима из 2011. године у општини је живело 252 становника, а густина насељености је износила 54,55 становника/km². Општина се простире на површини од 4,62 km². Налази се на средњој надморској висини од 143 метара (максималној 158 m, а минималној 122 m).

## Демографија
| 1962. | 1968. | 1975. | 1982. | 1990. | 1999. | 2011. |
| ----- | ----- | ----- | ----- | ----- | ----- | ----- |
| 241   | 243   | 211   | 222   | 238   | 269   | 252   |

График промене броја становника у току последњих година